# Comitato Olimpico Nazionale delle Isole Marshall
Il Comitato Olimpico Nazionale delle Isole Marshall (noto anche come Marshall Islands National Olympic Committee in inglese) è un'organizzazione sportiva marshallese, nata nel 2001 a Majuro, Isole Marshall.
Rappresenta questa nazione presso il Comitato Olimpico Internazionale (CIO) dal 2006 ed ha lo scopo di curare l'organizzazione ed il potenziamento dello sport nelle Isole Marshall e, in particolare, la preparazione degli atleti marshallesi, per consentire loro la partecipazione ai Giochi olimpici. L'associazione, inoltre, fa parte dei Comitati Olimpici Nazionali d'Oceania.
L'attuale presidente del comitato è Kenneth Kramer, mentre la carica di segretario generale è occupata da Terry Sasser.